# لقلق الغياض
اللقلق الغياض (Mycteria americana) هو طائر من عائلة لقلقية يتواجد في الأمريكيتين ويعتبر هذا الطائر لقلقا وليس بأبو منجل رغم أنه يشبهه في الشكل . يبلغ طوله 83-115 سم وطول الجناح 140-180 سم. تزن الذكور عموما 2,5-3,3 كغ والإناث 2,0-2,8 كغم، على الرغم من أكبر الطيور من الممكن يصل إلى 4.5 كجم. ويعتبر لون ريشه أبيض ناصع مع القليل في الذيل والأجنحة، أما الساقين والقدمين فهما سوداوين، يتميز لقلق الخشبي برأسه وملمسه الغليظ الشبيه بالخشب لونه مابين الأسود والبني .
وهذه الأنواع تعتبر من الطيور المدارية والتي تولد في أميركا الجنوبية و أمريكا الوسطى ومنطقة بحر الكاريبي وهذا النوع الوحيد الذي يعشش في أميركا الشمالية وخاصة الولايات المتحدة والتي تولد في كل من ولاية فلوريدا و كارولينا الجنوبية و كارولينا الشمالية ، ومن ناحية أخرى في البرازيل وبالضبط ب ولاية سانتا كاترينا تتواجد بانتظام ولاسيما في نهر تيبارو و من المرجح تواجدها في المناطق الرطبية بنهر بارانا .